# Benediktinski samostan Melk
Benediktinski samostan Melk (do 19. stoletja tudi samostan Mölk) se nahaja v Spodnji Avstriji, v bližini mesta Melk na desnem bregu Donave. Danes baročna stavba, je bila zgrajena v letih 1702-1746, po načrtih Jakoba Prandtauerja. Mejnik je vpis Wachaua na Unescov seznam svetovne dediščine. Opisan je bil kot "simbolična in dominantna" baročna stavba.  V samostanu je tudi Samostanska gimnazija Melk, najstarejša obstoječa šola v Avstriji. Opat samostana je Georg Wilfinger

## Zgodovina

### Začetki
Samostanska skala je bila verjetno naseljena že od rimskih časov. Od začetka 11. stoletja je bil Melk močno središče Babenberžanov v Marki Ostarrichi (Avstrija). Melk je bil grobnica Babenberžanov in od 13. oktobra 1014 grob sv. Kolomana. Rokopisi v samostanski knjižnici Melk kažejo, da je bil tukaj tudi mejni grof Leopold I..
S širitvijo marke na sever in vzhod so se pojavili novi centri. Melk je izgubil na pomenu, vendar je ostal grobnica Babenberžanov. V investiturnem boju je mejni grof Leopold II. iz Passaua našel azil pri škofu Altmannu. Ta je bil izgnan iz Passaua zaradi zvestobe papežu. Altmann je imel verjetno velik delež pri Leopoldovi odločitvi graditi samostan na skali nad mestom in Donavo. 21. marca 1089 je pritegnil benediktinske menihe in njihovega opata Sigibolda v novozgrajeni samostana na hribu.
Ker je bil samostan grofova posest, je prejel leta 1122 izvzetje: izvzet je bil iz pristojnosti škofije Passau in pripadel neposredno pod papeža. Verjetno je mejni grof samostanu dodelil tudi številne posesti, da bi zagotovil njegov gospodarski obstoj. Dva dokumenta iz 12. stoletja, Melker Stiftbrief z dne 13. oktobra 1113 in Ernestinum, domnevni listini iz hiše Babenberžanov, poskušata legitimirati te nepremičnine dokumentirano. Po vsej verjetnosti, pa so bili ti dokumenti ponaredki.
Samostan je imel svoj skriptorij. Tu je zagotovo delal tudi zgodnje visoko nemški duhovnik in pesnik Heinrich von Melk. Iz časa opata Waltherja, 1224-1247, je delno ohranjena serija rokopisov, z barvnimi thumbatur. Rokopisi iz 1160 dokumentirajo samostansko šolo.
14. avgusta 1297 je požar uničil samostan in cerkev in vsa gospodarska poslopja. Tudi knjižnica je bila uničena v požaru. Z njo je bilo večina spisov in zgodovinskih dokumentov izgubljenih.

### Pozni srednji vek in samostanske reforme v Melku
Požar je privedel samostan na rob propada. Ulrich II., opat 1306-1324, je dosegel, da so zgradili zasilen samostan ter stanovanjske stavbe. Kljub temu si samostan ni opomogel do 14. stoletja. Kuga, izpad pridelka in razkol 1378-1417 je stresel samostansko disciplino in gospodarske temelje.
Žarek upanja je prinesel mandat vojvode Rudolfa IV.. Ta je dal leta 1362 samostanu  dragoceno relikvijo, domnevno košček s križa Jezusa Kristusa, ki je zelo dragocena različica: Melker Kreuz. Zgradil je tudi grob sv. Kolomana kot razkošno visoko grobnico. Slednja pa je bila kljub svoji slavi nova žrtev poznejše baročne prenove.
V zgodnjem 15. stoletju je bila podobno kot v mnogih drugih samostanih v tem času, opatija prezadolžena, menihi sprti med seboj in nedisciplinirani. Na koncilu v Konstanci, je bila sprejeta reforma benediktinskih samostanov. Izhodišče te reforme bi moral biti samostan Melk. Nicholas Seyringer, nekdanji rektor dunajske univerze in zdaj menih v benediktinskem samostanu Subiaco, je bil kot Visitator poslan od Konzila v Melk in leta 1418 postal opat samostana.
Seyringer je dosegel, da je Melk spet postal kraj stroge samostanske discipline. Melkerska samostanska reforma je postala izhodiščna točka za široko reformistično gibanje. Menihi iz drugih samostanov so prihajali v Melk študirat reformo. Člani Melk konvencije so bili imenovani kot opati v drugih samostanih. Melk je postal središče reforme, ki je vključevala Avstrijo in skoraj celotno južno Nemčijo Schwarzwalda..
V tesnem sodelovanju z Dunajsko univerzo je bil Melk v naslednjih letih kulturni center. Prišle so osebnosti iz intelektualne zgodovine, kot je Peter vin Rosenheim, Johannes von Speyer, Martin von Senging, Wolfgang von Steyr in John Schlitpacher. Teološka, monastična in znanstvena dela so bila napisana ali kopirana v sobah za pisanje (skriptorij). Dve tretjini danes izročenih Melker rokopisov sega v ta čas.
V gospodarskem smislu pa se je samostan še naprej boril s težavami. Husitska vojna in spopadi med Friderikom III. in plemstvom, so šokirali državo. Samostani so bili soočeni s finančnimi zahtevami vladarjev in bili primorani reševati v sporih v notranjosti. Tam so bili trdi spopadi z Matijo Korvinom. Leta 1483 je moral opat Augustin von Obernalb odstopiti in Friderik III. je določil mehkejšega opata Wolfganga Schaffenratha.

### Uničenje in preporod v 16. in 17. stoletju
Na začetku 16. stoletja so turške vojne prinesle še večje nadloge in zamajale gospodarske temelje samostana. Posesti samostana v bližini Dunaja so bile opustošene in brez vrednosti.
Ob istem času so se mnogi državljani v okolici in tudi plemiške družine sosednjih gradov obrnile k reformaciji. Število sprejemov v samostan se je dramatično zmanjšalo. V letu 1566 so bili v samostanu zaposleni samo trije duhovniki, trije kleriki in dva brata laika. Samostan je bil na robu popolnega razpada.
1564 je bil za opata imenovan Urban Perntaz in tam ostal do leta 1587. Sprva je opat reševal težke konflikte s posvetnimi uradniki, ki so imeli interes, da bi imeli dolgotrajen nadzor nad samostanom. Sčasoma pa je dosegel oprostitev dajatev in uradno rimsko potrditev kot opat. Sprožil je gospodarsko oživitev in dosegel, da je veliko mladih moških iz južne Nemčije prišlo v samostan.
Pod njegovim naslednikom, opatom Casparjem Hofmannom, 1587-1623, in Reinerjem von Landauom (1623-1637) se je okrevanje nadaljevalo in okrepilo. Dolg se je lahko odkupil kljub težkim izgubam in davčnim obremenitvam, ki so jih prinesle Tridesetletna vojna in stalna turška grožnja. Cerkev in samostan sta bila sanirana, obnovljena, delno preurejena in dograjena. Vpliv posvetnih uradnikov je sčasoma razpadel. Kot v prejšnjih časih je bil Melk spet uspešna samostanska skupnosti in menihi so bili spet pogosto imenovani kot opati drugih samostanov. Pozno v 17. stoletju so bili v bistvu določeni finančni temelji za celovito poznejšo baročno gradnjo.
Ob istem času je bil samostan regionalno središče protireformacije. Vse župnije so bile okoli usklajene s škofijo Passau, ki ga je v samostanu zaseda nahraniti luteranska vpliva postanek.
Z gospodarskim vzponom je v samostan znova prišla tudi literarna in znanstvena dejavnost. Osebnosti, kot so Johannes Zeller, Philibert Utz, Philibert Hueber in Anselm Schramb so živeli, raziskovali in pisali v tistem času v Melku. Samostanska šola je bila razširjena in reorganizirana po vzoru šestrazredne jezuitske šole. Šolarji so po končanih štirih letih, v zadnjih dveh letih odšli na jezuitski kolegij na Dunaju.

### Baročna novogradnja
Z veliko večino je bil 18. novembra 1700 izvoljen za opata trideset letni Bertold Dietmayr. Dietmayr si je za cilj verskega, političnega in duhovnega pomena samostana zadal novo stavbo. Še preden je bil potrjen kot opat v Rimu, je začel s pripravami. V Jakobu Prandtauerju je našel graditelja vrednega zaupanja.
Leta 1701 je bila izvedena obnova zakristije in razpadajoč visoki kor cerkve. Takoj po začetku teh del je bilo odločeno, da se celotna cerkev zgradi na novo. 1702 je bil položen temeljni kamen za novo cerkev. Malo pozneje je bila izrečena odločitev za obnovo celotnega samostanskega kompleksa. 1711 je bil glavni načrt, Klosterriss, narejen.
Prandtauer je vodil gradnjo vse do svoje smrti leta 1726. Kot notranji oblikovalec je bil imenovan Antonio Beduzzi, oblikovalec dunajskega gledališča. Štukature je bil oblikoval leta 1716 Johann Poeckh. Hkrati je naredil slikar Johann Michael Rottmayr stropne freske. Po Prandtauerjevi smrti je na podlagi obstoječih načrtov z gradbenimi deli nadaljeval Bauleitung Joseph Munggenast, Prandtauerjev nečak. Številni drugi prvovrstni umetniki od daleč in iz regije so sodelovali pri gradnji in načrtovanju. Na primer, Paul Troger je naslikal freske v knjižnici in v Marmorni dvorani. Christian David z Dunaja je bil odgovoren za pozlato.
1736 sta bila cerkev in samostan v glavnem končana. Vendar pa jih je leta 1738 spet prehitel požar. Med drugim so bile uničene skoraj vse strehe in več sprejemnih sob. Berthold Dietmayr je dal takoj navodila za obnovo, ki jo ni doživel, saj je umrl leta 1739. Njegova naslednika Adrian Pliemel (1739-1746) in Thomas Pauer (1746-1762) sta delo dokončala, kljub finančni in politični stiski. 1746 je bila končno posvečena nova samostanska cerkev.
Tudi v znanosti in glasbi je cvetelo meniško življenje v 18. stoletju. Delo bratov Bernhard in Hieronymus Pez je bilo nenadomestljivo za pomembne prispevke k avstrijskim zgodovinskim raziskavam. Glasbenik Robert Kimmerling, Haydnov dijak, Kimmerlingov učenec pater Marian Paradeiser, kot tudi skladatelj in glasbeni teoretik pater Maximilian Stadler so uživali velik ugled. Kasneje je bil dunajski stolnični zborovodja Johann Georg Albrechtsberger organist v Melku.

### Jožefinizem
V skladu z Jožefinskimi reformami je bil leta 1783 teološki del samostana Melk zaprt. Kleriki bi morali biti usposobljeni na splošnem seminarju na Dunaju v duhu razsvetljenstva. Diplomanti splošnega seminarja, ki so prišli v Melk, so zagotovili, da so prevladale nove ideje.
Mnogi vladni predpisi so omejili avtonomijo samostana. Nove župnije, ki so bile ustanovljene v skladu z naročilom države, so bile opremljene s samostanskim osebjem. Župnišče in šole  je moral plačevati samostan. Zaradi pomena za državo, šolski sistem in pastorala v samostanu, tako kot številni drugi samostani, nista bila zaprta. 1785 po smrti opata Urbana Hauerja, je cesar Jožef II. prepovedal izvolitev novega opata. Namesto tega bi morala samostan voditi vladni Kommendatarabt (upravnik posesti).
Po Jožefovi smrti leta 1790, so bile določbe razveljavljene. Isidor Payrhuber do leta 1788 Kommendatarabt, je bil regularno izvoljen za opata.

### Samostan v 19. stoletju
Potem ko je država umaknila svoj vpliv, so nastavili škofa novoustanovljene škofije St. Pölten s predpisi in odloki v meniško življenje. 1787 se je na njegovo pobudo samostanska gimnazija preselila v St. Pölten. Šele leta 1804 je spet začela delovati v Melku.
14. decembra 1805 je v samostanu spet izbruhnil požar, pri čemer je umrlo okoli 200-300 ruskih vojakov, ki so bili internirani kot vojni ujetniki v severnem traktu samostana. V napoleonskih vojnah je bil samostan zelo davčno obremenjen, poleg stalnih napetosti z župnijskimi organizacijami. Po koncu Napoleonove vladavine, pod opat Marianom Zwingerjem (1819-1837), so zadeve spet obvladovali.
Z revolucijo leta 1848 je samostan izgubil svoje posesti, a dobil finančno nadomestilo. Del nadomestil je bil uporabljen za splošno obnovo samostanskih stavb. Za drugi del denarja so pridobili Margitta v današnji Romuniji.
V poznem 19. stoletju, pod opatom Alexandrom Karlom (1875-1909), je imel samostan še vedno močan vpliv na kmete in meščansko življenje v regiji. Njegovi pobudi dolguje Wachau večino značilnih sadnih dreves. Samostan je zgradil vrtec v Melku in dal mestno zemljišče. Iz teh donacij so nastala stanovanjska območja, ki imajo značilen slogovni pečat. Sosednja Abt-Karl-Straße je dobila ime po samostanskih ustanoviteljih.

### 20. Stoletje
V zgodnjem 20. stoletju je samostan dobil sodoben sistem kanalizacije, nov vodovod in električne luči. Poleg tega je bilo spet treba sanirati stavbe. Kljub prvi svetovni vojni, je bilo to delo treba opraviti. Za financiranje je bilo treba nekaj dragocenih kulturnih vrednost prodati, zlasti v inflaciji leta 1919, se je precejšen del samostanskih finančnih sredstev izgubilo. Med drugim je bila leta 1926 prodana Univerzi Yale Gutenbergova Biblija.
Po priključitvi Avstrije leta 1938 so samostansko gimnazijo nacisti zaprli in zaplenili večji del samostana za izgradnjo državne srednje šole. Popolnega zaprtja so se nacisti zbali, zato je bilo ostalemu delu samostana prizaneseno. Samostan je preživela vojno in posledično okupacijo, razen ropanja, skoraj nedotaknjen.

Leta 1960 je potekala prenova fasade. Leta 1989 samostan praznoval svojo 900-letnico z razstavo, ki jo je bilo mogoče videti vse do leta 1990. V teh dveh letih je samostan obiskalo 1,1 milijona ljudi. Še preden so se praznovanja končala je postalo jasno, da bo potrebna še enkrat strukturna prenova. Kartuzijo Gaming so v letu 1983 prodali in s tem financirali svoje potrebe.
V času razstave so bili vhod in prelatov dvor obnovljeni. 1990 je potekala statična prenova v knjižnici, Kolomanisaal in severni del samostana sta bila sanirana. 1991-1995 je sledila obnova severne in vzhodne fasade, Torwartlhofes, južne fasade in dveh trdnjav.
S tradicionalnim preživljanjem samostana s kmetijstvom in gozdarstvom, teh stroškov ne ne bi mogli financirati. Zato je turizem povod za še en vir dohodka. Vsako leto obišče samostan okoli 500.000 gostov. Zato je bila urejeno veliko parkirišče. Parkirišče za kolesa z omaricami za prtljago uporablja veliko kolesarjev na Donavski kolesarski poti, ki obiščejo samostan kot del ture. Restavracija, novo zasnovan samostanski vrt in ogledi samostana so ponudba za obiskovalce.
Samostan Melk je bilo mogoče videti na zadnji strani bankovca za 50-šilingov iz leta 1951.

## Arhitektura in ureditev

### Celoten kompleks
Samostan je največji kompleks avstrijskega baroka. Samo južno krilo s svojo veličastno marmorno dvorano je dolgo približno 240 metrov, dolžina glavne osi je 320 metrov.

### Vhod in vzhodna fasada
Običajno obiskovalci vstopijo iz vzhodne strani. Leta 1718 zaključen portal je podprt z dvema pilastroma. Južni bastion je utrdba iz leta 1650. Zaradi simetrije je arhitekt Jakob Prandtauer, zgradil drugi branik na desni strani portala kot novogradnjo. Dva kipa svetega Leopolda in sv. Kolomana, ki sta bila izdelani leta 1716, delo dunajskega dvornega kiparja Lorenza Mattiellija, stojita na obeh straneh pred vrati. Angeli, ki kronajo strešni zatrep portala, so tudi  Matiellijevi.
Skozi vhod vstopimo v Torwartlhof, ki ima na levi recepcijo in blagajno za turiste. Na desni je eden od dveh Babenbergertürme, ostanki antične utrdbe.
Naravnost vidi obiskovalec vzhodno fasado, veličastno sprejemno stran samostana. Iz majhnega balkona je opat v prejšnjih časih pozdravil goste. Desno in levo od balkona so kipi apostolov Petra in Pavla, zavetnika cerkve. Na zatrepu je moto okrašen  Absit gloriari nisi in cruce (Es sei aber fern von mir, mich zu rühmen als allein des Kreuzes, Gal 6, 14 LUT). Povečana replika krasi vrh zatrepa.

### Samostanski park in restavracija
Poleg portala je vhod v samostanski park s svojim baročnim vrtnim paviljonom, ki ga je zgradil Franz Munggenast 1747-1748 v imenu opata Thomasa Pauerja. Park je zasnoval Franz Sebastian Rosenstingl.  Sobe v paviljonu so bile poslikane 1763-1764, delo Johann Baptist Wenzel Bergl in prikazujejo eksotične motive. Danes je v vrtnem paviljonu kavarna, uporablja pa se tudi za koncerte.
- Freske v vrtnem paviljonu
- Krokarji Ingrid Kralovec v parku simbolizirajo menihe

Samostanski park je razdeljen na različna področja, med katerimi je Paradiesgärtlein (rajski vrt) in baročni vodni zbiralnik z 250-let staro lipo.
- Vrtni paradiž
- 250-letne lipe
- Pogled na vrt iz Pulverturma

Nasproti portala je vhod v drugo območje parka, ki vključuje samostansko restavracija in baročno oblikovane vrtove in park (ki se ga ne sme zamenjati z velikim samostanskim parkom).

### Benediktinska dvorana inPrälatenhof
Skozi obokana vrata se vstopi v dvonadstropno, svetlo dvorano, Benediktihalle. Freska na stropu te dvorane je sv. Benedikt. Izvirno različico Franza Rosenstingla je Friedrich Schilcher  obnovil leta 1852.
Iz Benediktihalle je pogled na 84 m dolg in 42 m širok trg Prälatenhof, katerega osnova je trapezne oblike, tako da močno poudarja kupolo samostanske cerkve.
- Freska v benediktinski dvorani
- Pogled na Prälatenhof
- Prälatenhof
- Prälatenhof in samostanska cerkev
- Prälatenhof ponoči
- Vodnjak
- Vodnjak z južnim traktom

Fasada okoliških stavb je preprosta in tiha harmonija. Baročne slikarije Franza Rosenstingla na osrednjih zatrepih so bile predstavitve štirih kardinalnih kreposti, sredi 19. stoletja nadomeščene s freskami zgodovinskega slikarja Friedricha Schilcherja. To pa se je izkazalo pri večji obnovi leta 1980 kot nepopravljivo. Zato so bile nadomeščene leta 1988 s sodobnimi predstavitvami Petra Bischofa in Helmuta Krumpela.
- Kardinalna krepost Temperantia (zmernost) na severu
- Kardinalna krepost Sapientia (razumnost) na zahodu
- Kardinalna krepost Fortitudo (srčnost/pogum) na jugu
- Kardinalna krepost Iustitia (pravičnost) na vzhodu

V sredini dvorišča je do leta 1722 leta 1687 narejen vodnjak Kolomanibrunnen. Vendar pa ga je dal opat Berthold Dietmayr na trg v Melk. Vodnjak iz zgodnjega 19. stoletja je bil kupljen od nekdanjega samostana Waldhausen in stoji v Prälatenhof.

### Cesarsko stopnišče, trakt in muzej
Skozi vrata v kotu na levo za Prälatenhofom se pride do Kaiserstiege -cesarjevega stopnišča, ki vodi do cesarskega krila - tistega dela samostana, ki je bil namenjen za cesarsko družino. Stopnice - s stebri iz belega Kaiserstein, zaradi zunanjih prostorskih pogojev, delujejo malo utesnjeno. V zgornjem delu se odvija in prikazuje bogata dekoracijo z štukaturo in postavljenimi kipi. Freska na stropu kaže orle z dečki, ki kažejo na cesarskega dvoglavega orla. To kaže tudi na politično vlogo, ki jo je samostan igral v avstrijski državni strukturi. Cesar Karel VI., čigar moto Constantia et fortitudine (z uporom in pogumom) krasi velik pozlačen štukaturni medaljon in je bil samostanu in njegovemu opatu Bertholdu Dietmayrju zelo ljub.
Cesarski hodnik v prvem nadstropju s 196 m dolžine zaseda skoraj celoten južni del stavbe. Na stenah so portret avstrijskih vladarjev hiše Babenberžanov in Habsburžanov, opremljeni s kratkimi biografijami. Večina starejših portretov je iz leta 1759, delo slikarja Franca Jožefa Kremerja, samostanskega hišnega slikarja.
Levo od hodnika so cesarske družinske sobe. Pohištvo je bilo dano na grad Lauenburg, prvotna štukaturna dekoracija se je izgubila, razen v dveh sobah. Danes so ti prostori hišni meniški muzej, vsaka soba ima eno ali dve posebni temi:
1. Sv. Benedikt in ustanovitev benediktinskega reda
2. Babenberžani, Koloman in temelj samostana Melk
3. Vzponi in padci v zgodovini mesta in Cerkve
4. Romanika in gotika
5. Baročni občutek življenja
6. Opat Berthold Dietmayr in samostan v baroku
7. Razsvetljeni absolutizem in Jožefinizem
8. Projekt razvoj človeka in dolžnosti samostana
9. Breu Oltar
10. Ekonomska in arhitekturna zgodovina samostana
11. Baročna stavba in njegove umetniške lastnosti z modelom celotnega samostanskega kompleksa

- Cesarske stopnice
- Cesarske stopnice
- Muzej
- Muzej
- Romanski križ
- Oltar: Ecce homo

### Marmorna dvorana
Za cesarski trakt je bila zasnovana Marmorna dvorana kot festivalna dvorana in jedilnica za goste, zlasti za cesarski dvor. Podboji vrat so narejeni iz pravega salzburškega marmorja, stene so iz štuk marmorja. Napisi nad vrati, Hospites tamquam Christus suscipiantur (gostje so dobrodošli kot Kristus) in Et omnibus congruus honor exhibeatur (in vse se lahko izkaže zaradi časti) so iz Regula Benedicti.
Stropna freska iz 1731 je delo Paula Trogerja. Alegorična slika prikazuje boginjo Palas Ateno na vozu z levi in Herkulesa, ki pobija Kerberja. Fresko razlagajo med drugim kot utelešenje habsburške oblasti ideala, ki je v uravnoteženi kombinaciji potrebne sile (Hercul) in pametne zmernosti (Palas Atene).
Veličastno arhitekturno sliko, ki daje stropni freski okvir, je izdelal Gaetano Fanti.
- Marmorna dvorana
- Marmorna dvorana
- Stropna freska: Herkul pobija Kerberja
- Stropna freska: Palas Atena v vozu z levi

### Altana (balkon)
Prostoren balkon tvori zahodni del celotnega sistema. Povezuje marmorno dvorano s knjižnico in zagotavlja lep, neoviran pogled na reko in pokrajino na zahodu, gore na severozahodu in mesto Melk ob vznožju samostana na severu.
Navznoter pa ponuja dober pregled nad celotno zahodno fasado samostanske cerkve in dva stolpa.

### Knjižnica
Knjižnica je za cerkvijo drugo najpomembnejše področje benediktinskega samostana.
Knjižnica je razdeljena v dve glavni sobi, ki sta opremljeni z med letoma 1731-1732 poslikanimi stropnimi freskami Paula Trogerja. Freska v večji od obeh sob kaže duhovni kontrapunkt stropni freski v Marmorni dvorani. To je alegorija vere, ženska, ki ima knjigo s sedmimi pečati, jagnje apokalipse in znakom z žgano golob, obkrožen z angeli in alegorične personifikacije štirih kardinalnih kreposti razumnost, pravičnost, srčnost/pogum in zmernost. Arhitekturno slikarstvo je znova delo Gaetana Fantija.
Temen les z intarzijami in usklajene zlato rjave barve hrbtov knjig deluje impresivno, in predstavlja harmonično prostorsko izkušnjo.
Ker je glavna soba precej temna, se lahko skrita vrata na policah odprejo, da bi dali študentom priložnost, da pridejo do svetlobe. V zgornjem nadstropju - zaprti za javnost - sta dve čitalnici. Sta okrašena s freskami Johanna Bergla. Knjižnica ima 1800 rokopisov iz 9. stoletja, vključno s prepisom Vergilija iz 10. do 11. stoletja. Samo v letu 1997 je bil odkrit fragment kopije Pesmi o Nibelungih iz 13. stoletja. Obstaja tudi 750 inkunabul. Na splošno knjižnica vsebuje okoli 100.000 zvezkov. V zadnjem času sta bila razstavljena dva izvoda tiskane  Schedelsche Weltchronik, Antona Kobergerja.
V letu 2009 je knjižnica razstavo posvetila letu astronomije in pokazala rokopise, knjige in zgodovinske inštrumente iz samostanske zbirke, dopolnjene z razstavo Evropskega južnega observatorija (ESO) z moderno astronomijo 21. stoletja. 
- Knjige v glavni sobi
- Galerija v glavni sobi
- Stropna freska, Paul Troger
- Anali iz Melka
- Globus

## Samostanska cerkev
Samostanska cerkev v Melku nosi - čeprav je zavetnik samostana sv. Koloman in je v cerkvi tudi njegov grob - patronat svetega Petra in Pavla. Bila je simbol mesta Melk in Wachaua in je ena izmed najlepših baročnih cerkva v Avstriji.

### Oblikovanje
Samostanska cerkev je mogočna sodčkasto obokana dvoranska stavba z nišami za kapele in emporami kot tudi z ogromno, 64 metrov visoko tambur kupolo.

### Zahodna fasada in stolpi
Na pročelju je napis Divis Petro et Paulo Apostolorum Principirus in kipa obeh svetnikov, nad portalom pa kipa sv. Mihaela in nadangela Gabriela. Na pedimentu med obema stolpoma je monumentalni kip vstalega Kristusa, ki ga obdajata dva angela.
Stolpi so bili obnovljeni po požaru leta 1738 po prvotnih načrtih Jakoba Prandtauerja. Na novo postavljena stolpa že imata značilnosti rokokoja.

### Zvonovi
Zvonjenje v samostanski cerkvi ima pet zvonov. To zvonjenje temelji na triadi, ki je značilna za barok. Po požaru leta 1738 je opat Berthold Dietmayr sklenil z dunajskim livarjem zvonov Andreasom Kleinom pogodbo za ulivanje novih zvonov. Leta 1739 so bili novi zvonovi uliti.
| Št. | Ime                                 | Premer (mm) | Teža (kg) | Nominal (16tel) | Stolp          |
| 1   | Peter und Paul (Vesperin)           | 2360        | 7840      | f0 −4           | sever          |
| 2   | Dreifaltigkeit (Angstglocke)        | 1780        | 4300      | h0 ±0           | Jug            |
| 3   | Sieben Schmerzen (Ave-Maria-Glocke) | 1520        | 2450      | d1 −6           | Jug            |
| 4   | Koloman                             | 1180        | 1235      | f1 +6           | Jug            |
| 5   | Benedikt                            | 960         | 575       | a1 +6           | Jug            |
| 6   | Chorglocke                          | 650         | 170       | dis2 +4         | Strešni jezdec |

### Notranjost cerkve
Veličastna notranjost, bogato okrašena z zlatimi listi, štukaturo in marmorjem pretežno v odtenkih zlata, oker, oranžne, zelene in sive. Znaten delež tega je osnutek in predlog arhitekta Antonia Beduzzija. V skladu z njegovimi specifikacijami so vse ustvarili domači umetniki.
Osrednja tema pozlačenega oltarja je slovo od apostolov Petra in Pavla. Velika zlata krona preko dveh pozlačenih figur kaže mučeništvo dveh v krščanskem smislu kot zmago. Obdana sta s skulpturami prerokov iz Stare zaveze. Nad vsemi sedi Bog Oče, v nadaljnjem znak zmage, križ.
- Notranjost s pogledom na oltar
- Glavni oltar
- Apostola Peter in Pavel
- Prižnica
- Orgle in stranska galerija
- Korne klopi

Motiv boja in zmage cerkve kažejo prelepe freske Johanna Michaela Rottmayrja na stropu prezbiterija v različnih alegoričnih predstavah. Tudi Rottmayrjeve stropne freske v ladji iz 1722 so modeli Beduzzija. Via Triumphalis Sv. Benedita je na nebu. Rottmayrjeva poslikava kupole (1716-1717) prikazuje nebeški Jeruzalem z Bogom Očetom, Kristusom in Svetim Duhom v lanterni. Obdani so z apostoli, Marijo in množico svetnikov, ki imajo poseben pomen za Melk.
- Stropna freska v glavni ladji Via Triumphalis sv. Benedikta, Johann Michael Rottmayr
- Freska v kupoli Nebeški Jeruzalem, Rottmayr
- Kupola in lanterna
- Stropna freska v prezbiteriju,  Rottmayr
- Freska pod orgelsko emporo: alegorični prikaz poslušnosti (Oboedientia)

Oba oltarja v prečni ladji sta simetrično med seboj povezana. Namenjena sta dvema glavnima svetnikoma samostana, Sv. Kolomana in sv. Benediktu. Levi stranski oltar vsebuje sarkofag, v katerem so relikvije svetega Kolomana. Simetrično pol desno, je bil Sv. Benediktu posvečen oltar kenotaf. Skupina figur na tem oltarju prikazuje smrt sv. Benedikta obdanega s svojimi sobrati. Nasproti oltarja Sv. Kolomana skulptura kaže svetnico v molitvi.
Stranske oltarje v ladji je zasnoval Beduzzi. Posvečeni so Sebastjanu, Nikolaju, Janezu Krstniku, Mihaelu, Trem Kraljem in Leopoldu. Oltar  Mihaela in treh modrecev je ustvaril Rottmayr leta 1723, kot je to storil 1727 s sliko za oltar Janeza Krstnika. Podobe za Sebastjana in Nikolaja je naslikana Paul Troger 1746. Najstarejša oltarna slika je iz oltarja Leopolda iz 1650, naslikal jo je Georg Bachmann na kositrne plošče.

### Orgle
Od velikih orgel dunajskega graditelja Gottfrieda Sonnholza je ostal le prospekt. Prvotni instrument je bil opuščen leta 1929, v času prenove. leta 1970 so bile nameščene nove orgle s 45 registri na treh manualih s 3553 cevmi v starem prospektu. V letu 2005 je bil instrument prenovljen, delo berlinskega graditelja orgel Schuke, pod vodtsvom Bernharda Althausa..
Poleg glavnih orgel, samostan še vedno gosti orgle graditeljev Reil, Hradetzky, Riedl in Ullmann.

## Šola
Že od 12. stoletja je v samostanu Melk šola, samostanska gimnazija Melk. Število gojencev je po drugi svetovni vojni nenehno narašča, ker je sodobna komunikacijska sredstva omogočajo študentom, da živijo v družini. Tako je nekdanji dijaški dom zdaj v bistvu gimnazija s poudarkom na grščini in francoščini in Oberstufenrealgymnasium v treh smereh s poudarkom na glasbenem pouku, likovnem izobraževanju in matematike in znanosti.
Od leta 1966 teče program za izmenjavo študentov z benediktinsko šolo  St. John’s Preparatory School v Minnesoti. 2012 jo je samostansko gimnazijo obiskovalo 924 študentov. Dveletna prenova celotne šole in gradnja trojne športne dvorane je bila zaključena maja 2008.

### Kolomanisaal
Na območju šole je tudi Kolomanisaal, v kateri je na stropu freska Paula Trogerja, ki prikazuje zgodovino samostana Melk. V dvorani potekajo redni koncerti, na primer v okviru mednarodnih Barocktage Stift Melk. Drugače pa ta dvorana ni odprta za javnost.

## V popularni kulturi =
- Dodatno priznanje je samostan dosegel z likom Adson iz Melka iz romana Umberta Eca Ime rože. Začetek in konec romana se odvija na tej lokaciji.
- V kleti hiše v centru mesta je odprt skrivni prehod, ki bo najverjetneje vodil v samostan. Pravijo, da so menihi ta del v antičnih časih uporabljali za sodelovanje incognito v posvetnem življenju.
- S 1365 okni je samostan Melk stavba z največ okni v Avstriji.
- 7. maja 1963 je avstrijska pošta s tem motivom izdala serijo znamk z avstrijskimi spomeniki.
- Wachau in samostan Melk so v reviji National Geographic Traveler v novembru 2008 poimenovali za "Best Historic Destination in the World". [4]
- V Thumb-Evropa, parku ob vznožju Atomiuma v Bruslju, je "Avstrija" zastopana z modelom samostana Melk.